# Oweniidae
Oweniidae – rodzina zwierząt morskich należących do typu pierścienic. W tradycyjnym systemie klasyfikacji pierścienic zaliczana do rzędu Sabellida w obrębie wieloszczetów. Obecnie, wraz z rodziną Magelonidae uznawana za takson siostrzany do wszystkich pozostałych pierścinic. W rodzinie opisanych jest około 50 gatunków wyłącznie morskich osiadłych robakokształtnych zwierząt.

## Budowa
Ciało wyraźnie segmentowane, poszczególne segmenty wydłużone i cylindryczne. Głowa wyposażona w krótkie rozgałęzione czułki otaczające terminalnie położony otwór gębowy, brak wynicowywanej gardzieli. Brak parapodiów na segmentach, szczeci gałązki brzusznej (neurochaetae) wyposażone w dwa ząbki (cecha taksonomiczna pozwalająca odróżnić Oweniidae od pozostałych wieloszczetów). 
Jako jedne z nielicznych pierścienic posiadają intraepidermalny układ nerwowy i jednorzęskowy nabłonek.

## Ekologia
Zwierzęta osiadłe, wyłącznie morskie. Budują rurkę z piasku i fragmentów muszli. Przy pomocy czułków filtrują z wody zawieszone cząsteczki pokarmowe.

## Rozmnażanie i rozwój
Owiniidae są rozdzielnopłciowe. Gamety znajdują się bezpośrednio w celomie (brak osobnych gonad), mogą swobodnie przemieszczać się pomiędzy segmentami  i są uwalniane do wody przez parzyste otwory w tylnej części ciała. Zapłodnienie zewnętrzne prowadzi do powstania zygoty, która przechodzi następnie bruzdkowanie spiralne i gastrulację na drodze inwaginacji. Co ciekawe blastopor daje początek odbytowi, a zalążek otworu gębowego rozwija się de novo, co czyni rozwój Oweniidae konwergentnie upodobnionym do rozwoju zarodkowego wtóroustych.
Po 24 godzinach od zapłodnienia, z zarodka rozwija się planktotroficzna larwa, tzw. mitraria, będąca cechą charakterystyczną rodziny i znacznie różniąca się od trochofory, uznawanej za pierwotną larwę w obrębie pierścienic. Mitraria posiada pasy jednowiciowych komórek rzęskowych (w przeciwieństwie do wielowiciowych u trochofory), proste oczy larwalne, protonefrydia i kilka par umięśnionych szczeci. 
We wnętrzu planktonowej larwy rozwija się rudymentarny osobnik młodociany, który stopniowo inkorporuje część struktur larwalnych - min. protonefrydia, oczy, szczeci, fragmenty jelita. Po około 4 tygodniach larwa opada na dno i przechodzi przeobrażenie (metamorfoza katastroficzna), w czasie którego elementy larwy niewchodzące w skład osobnika młodocianego ulegają degeneracji lub są zjadane przez osobnika młodocianego.
Osobnik młodociany składa się z około dziesięciu segmentów, po ukończonym przeobrażeniu przytwierdza się do podłoża i rozpoczyna formowanie rurki, w skład której początkowo wchodzi jedynie wydzielany na zewnątrz ciała śluz. Niedługo potem wykształcają się pierwsze z czułków okołogębowych i zwierzę rozpoczyna pobieranie pokarmu w sposób podobny jak forma dorosła, z czasem zanikowi ulegają oczy larwalne.

## Systematyka i pozycja taksonomiczna
Do rodziny należy około 50 gatunków zaliczanych do 6 rodzajów:
- Galathowenia
- Mitraria
- Myriochele
- Myrioglobula
- Myriowenia
- Owenia.

Najwięcej gatunków opisanych jest w rodzaju Myriochele (19), natomiast rodzajem typowym jest Owenia z 15 opisanymi gatunkami.
W klasycznych systemach taksonomii pierścienic Oweniidae były zaliczane do tzw. wieloszczetów osiadłych (Sedentaria) lub do rzędu Sabellida w obrębie infragromady Canalipalpata, aczkolwiek już w 1988 roku Rieger zwrócił uwagę, na występowanie u Oweniidae cech uznawanych za pierwotne w obrębie pierścienic, takich jak intraepidermalny układ nerwowy i jednorzęskowy nabłonek.
Badania filogenetyczne oparte na analizach transkryptomów i genomów wykazały, że Owiniidae, wraz z rodziną Magelonidae, formują najbardziej bazalny klad w obrębie wszystkich pierścienic, nazwany Palaeoannelida, potwierdzając przypuszczenia Riegera odnośnie do pierwotnego charakteru rodziny.